# Budynek dawnego Ratusza i Sądu Grodzkiego w Jordanowie
Budynek dawnego Ratusza i Sądu Grodzkiego w Jordanowie – zabytkowy budynek znajdujący się w Jordanowie, w powiecie suskim, w województwie małopolskim. Pierwotnie zaprojektowany na siedzibę burmistrza, pełnił jednak funkcję siedziby sądu powiatowego potem grodzkiego, kasy podatkowej, poczty i aresztu.

## Historia
Budynek zaprojektowany został przez Jana Sas-Zubrzyckiego w 1893 roku, przy północno-zachodnim narożniku prostokątnego rynku i jest prawdopodobnie najstarszym budynkiem murowanym w jordanowskim rynku. Poświęcenie obiektu odbyło się w 1895 roku, oddanie do użytku w 1896. Miał pełnić rolę nowego ratusza (poprzedni był drewniany), ale ostatecznie stał się siedzibą sądu powiatowego, później grodzkiego, kasy podatkowej i poczty. Część pomieszczeń pełniła funkcję aresztu oraz mieszkania dla woźnego sądu.
Po wybudowaniu nowego murowanego ratusza w 1911 roku, w budynku nadal funkcjonował sąd, areszt, poczta i urząd podatkowy. W latach 50. XX wieku zlikwidowano sąd w Jordanowie i pomieszczenia na piętrze przeznaczono na internat dla uczniów liceum, co przyczyniło się do częściowej dewastacji obiektu. W latach 60. w budynku funkcjonował urząd gminy miejsko-wiejskiej. Podczas adaptacji poddasza w 1987 roku na pomieszczenia biurowe, w dachu zamontowano nowe okienka, a w zwieńczeniu chorągiewkę z błędną datą budowy 1908.
W 1992 roku na piętrze i poddaszu funkcjonował nowopowstały Urząd Gminy wiejskiej Jordanów. Dach budynku zaczął przeciekać i w 2018 roku rozpoczęto generalny remont z funduszy miasta i środków Unii Europejskiej. Podczas prac wykonawca odkrył dekoracje malarskie (rozety nad lampami oraz stylistycznie nawiązujące do funkcji budynku gryfy na klatce schodowej), które odrestaurowano.
Obecnie (2024) w budynku działa poczta, a od 2021 roku, po renowacji, także Jordanowskie Centrum Aktywizacji i Integracji Mieszkańców obejmujące bibliotekę, Izbę Historii, miejski ośrodek kultury, punkt informacji turystycznej, salę widowiskową, oraz miejsce działań stowarzyszeń i organizacji. W piwnicach i lochach budynku funkcjonuje galeria „Pod Basztą”, w której m.in. w sierpniu 2015 roku zorganizowano wystawę i seminarium naukowe poświęcone twórczości architekta Jana Sas-Zubrzyckiego.

## Architektura
Asymetryczna bryła trójkondygnacyjnego budynku z poddaszem użytkowym oparta jest na planie wieloboku wpisanego w działkę. W narożu znajduje się wieża na planie koła przykryta stożkowym dachem, wyższa niż reszta budowli. Posiada neogotycką kamienną ornamentykę oraz różnej wielkości i kształtu okna. W lewym skrzydle na piętrze znajduje się niewielki piaskowcowy balkon z balustradą, wsparty na ozdobnych wspornikach, nad nim schodkowy szczyt z herbem.

## Galeria zdjęć

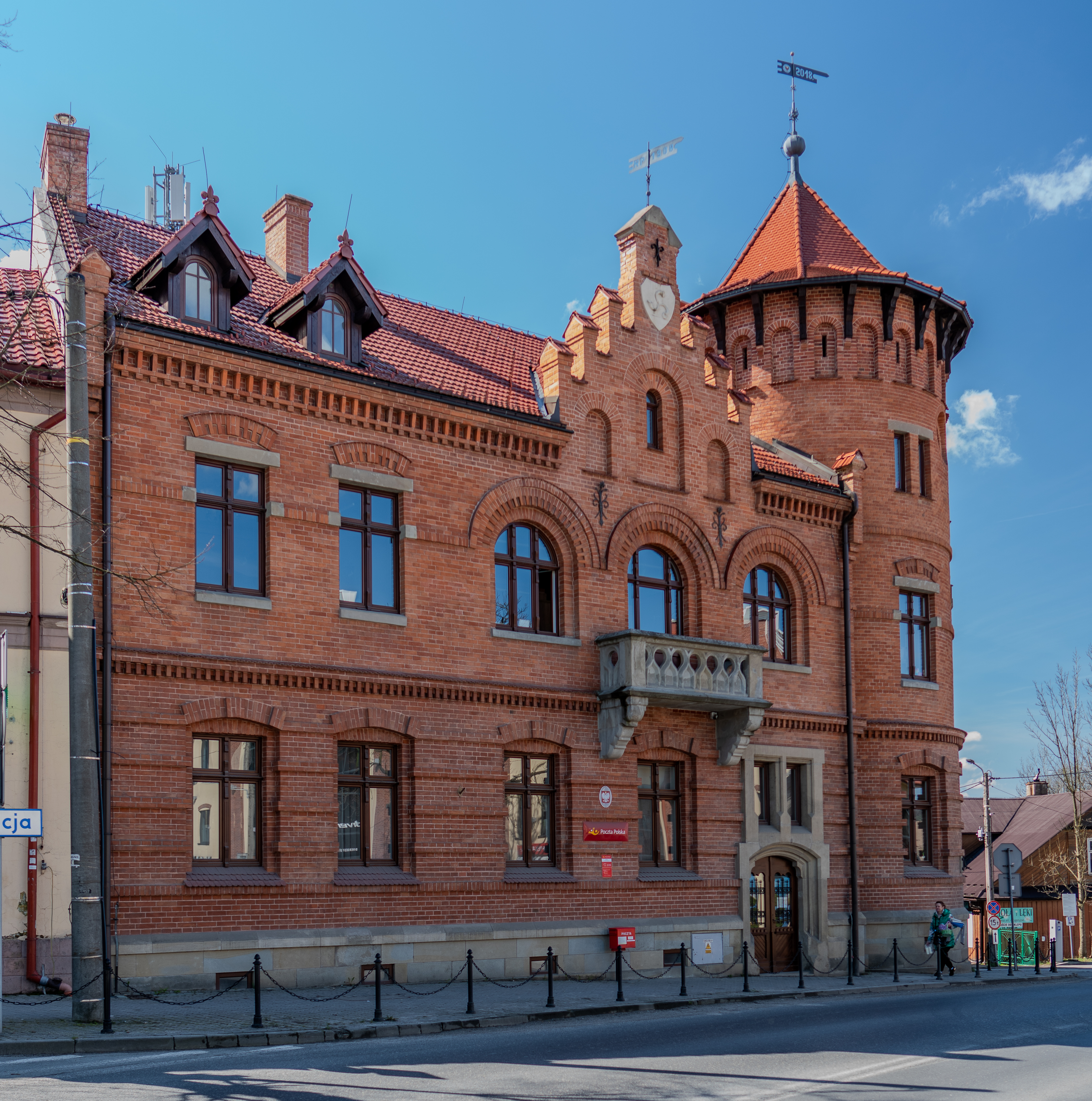
Widok od strony rynku
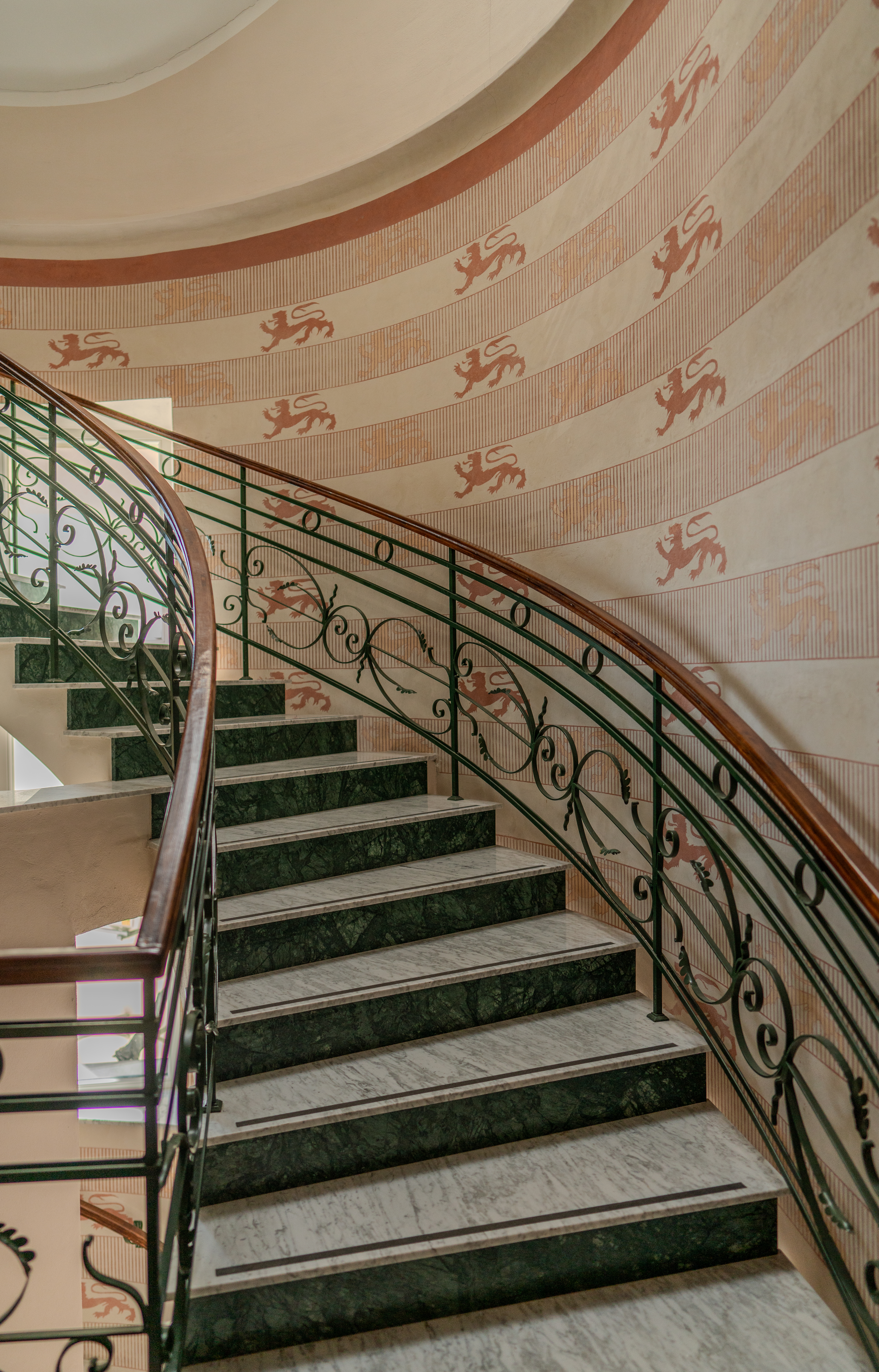
Klatka schodowa z gryfami
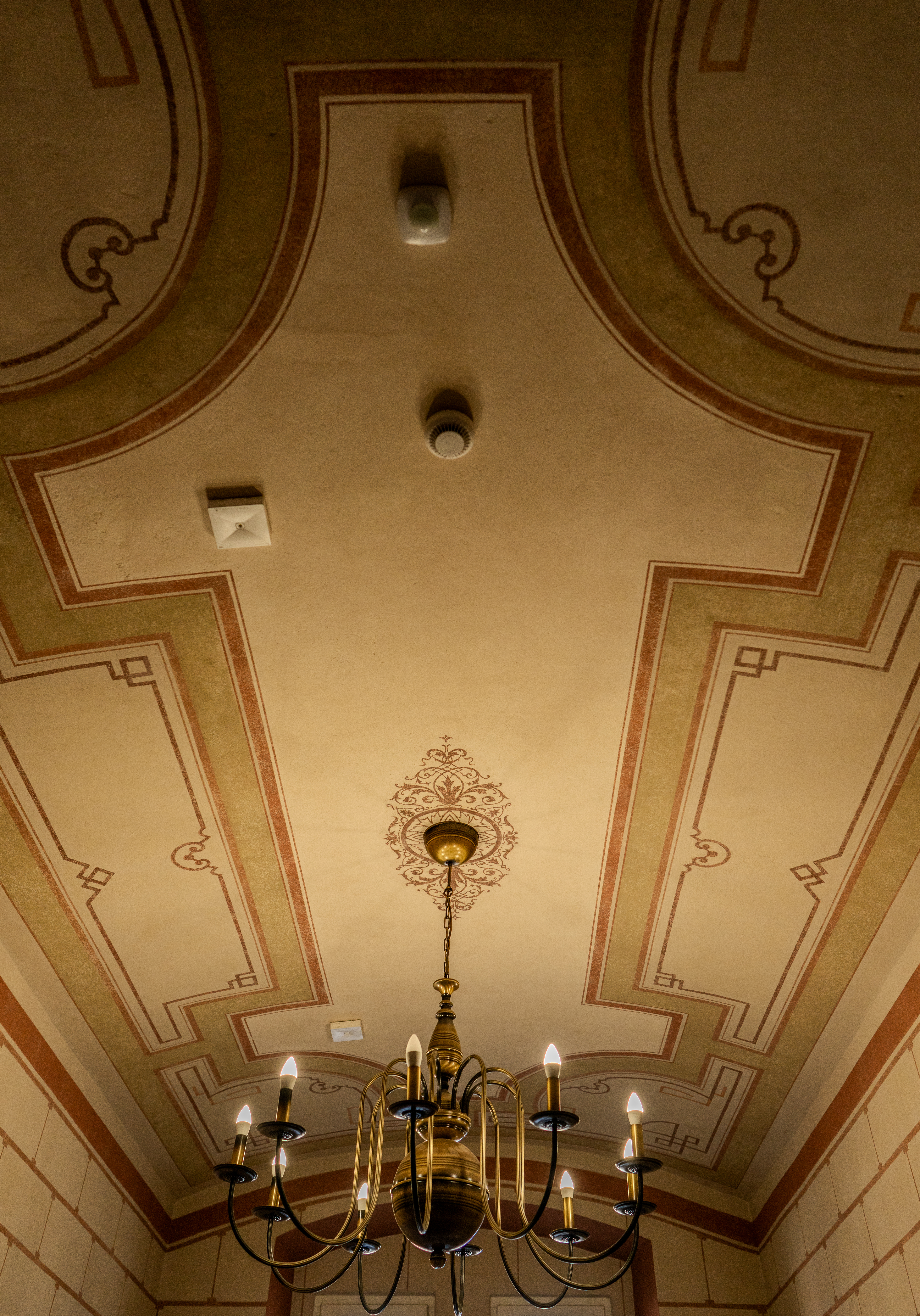
Polichromia
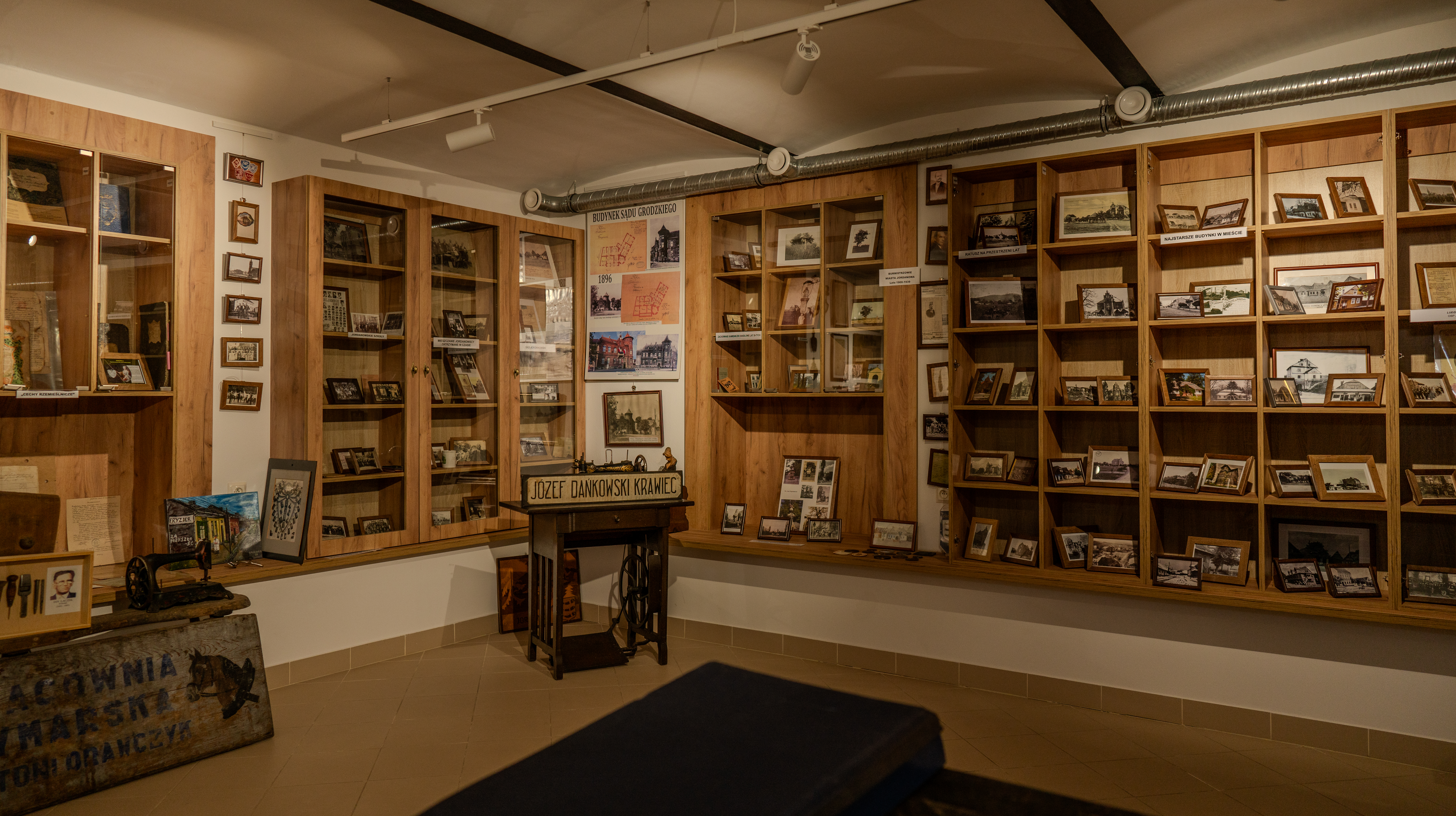
Izba Historii (fragment)
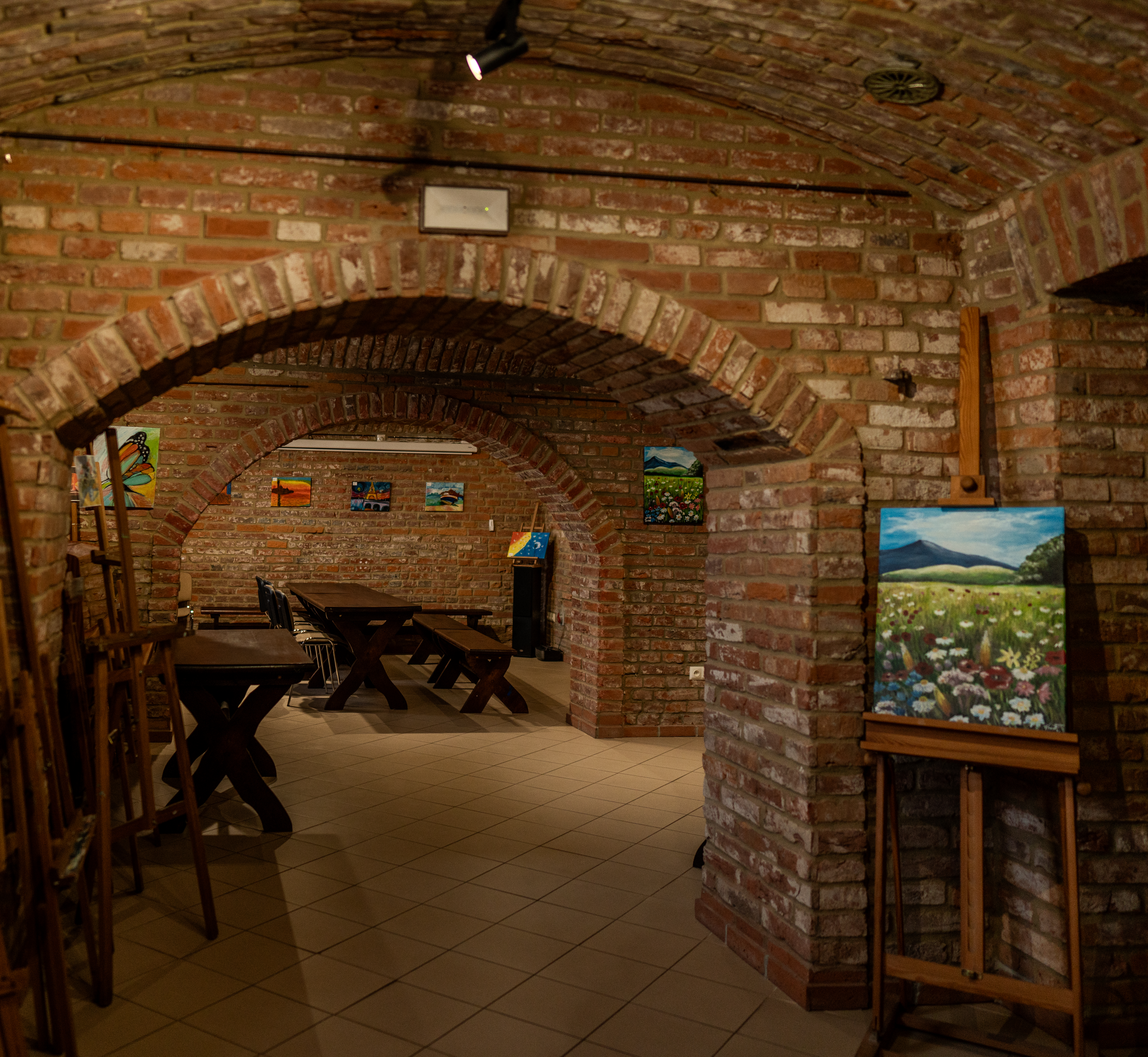
Sala zajęciowa (fragment)